# Ettore Casarotti
Ettore Casarotti (San Paolo, 22 ottobre 1911 – ...) è stato un attore italiano, attivo nel cinema come attore bambino, tra il 1916 e il 1922.

## Biografia
Ettore Casarotti nasce in Brasile da genitori italiani. È introdotto al cinema, dalla madre, Carmen Casarotti, allora anch'essa attrice in parti da comprimaria.
Ettore debutta con una piccola ma importante parte al fianco di Eleonora Duse nel film Cenere (1916), l'unico interpretato dalla grande attrice, tratto da un romanzo di Grazia Deledda del 1904. Eleonora Duse dava così importanza alle scene iniziali, tutte incentrate sul rapporto tra la madre e il figlio, che non contenta dei risultati iniziali volle trascorrere un'intera settimana da sola con il bambino e un cameraman in un villaggio vicino a Viareggio per rifare alcune scene fino a quando non si fossero ottenuti gli esiti artistici ed emotivi da lei desiderati.
Nella sua breve ma intensa esperienza di attore bambino, svoltasi tra il 1916 e il 1922, Ettore partecipa a numerose altre produzioni cinematografiche, prevalentemente per la Ambrosio Film. A lui vengono affidati altri ruoli importanti, al fianco di attrici e attori allora famosi, come Alberto Pasquali, Marcella Albani, Alfredo Boccolini, e altri.

## Filmografia
- Cenere, regia di Febo Mari (1916)
- Il fiacre n. 13, regia di Alberto Capozzi e Gero Zambuto. (1917)
- Marzy pel vasto mondo, regia di Riccardo Tolentino (1917)
- Il pescatore del Rhone, regia di Alfredo Santoro (1917)
- Lagrime del popolo, regia di Mario Roncoroni (1918)
- La cantoniera n. 13, regia di Luigi Maggi (1919)
- La gibigianna, regia di Luigi Maggi (1919)
- Il medico delle pazze, regia di Mario Roncoroni (1919)
- Zavorra umana, regia di Gustavo Zaremba de Jaracewski (1919)
- Terra, regia di Eugenio Testa (1920)
- Le smorfie di Pulcinella, regia di Gabriellino D'Annunzio (1921)
- Ferro di cavallo, regia di Dante Cappelli e Guido Parish (1922)
- La ruota del falco, regia di Luigi Maggi (1922)
- Il romanzo del diavolo, regia di Dante Cappelli (1922)